# B-Fabrik
Als B-Fabrik (engl.: B-factory, selten auch: beauty factory) bezeichnet man einen speziellen Teilchenbeschleuniger, der auf die Produktion von B-Mesonen spezialisiert ist.

## Prinzip
Dazu werden Teilchen (üblicherweise Elektronen und Positronen) auf gegenläufigen Kreisbahnen auf eine Energie von genau 10,580 GeV im Schwerpunktsystem der Teilchen beschleunigt. Bei dieser Energie tritt eine Resonanz auf, da sie der Masse des ϒ(4S) entspricht, eines Anregungszustands der Verbindung eines b-Quarks mit einem Anti-b-Quark. Einem willkommenen Zufall ist es zu verdanken, dass diese Energie gerade nur 0,021 GeV über derjenigen liegt, die zur Produktion von zwei B-Mesonen benötigt wird. Der Zerfall des ϒ(4S) in zwei B-Mesonen (genauer: Bu,d-Mesonen, da die Masse der Bc,s-Mesonen bereits zu hoch liegt) ist deswegen stark bevorzugt.
Als experimenteller Vorteil erweist sich auch die Möglichkeit, durch eine relativ kleine Verringerung der Kollisionsenergie die Produktion der B-Mesonen „abschalten“ zu können. Dadurch lässt sich der Untergrund von anderen, unerwünschten Teilchen studieren, der bei Experimenten der Teilchenphysik unvermeidlich ist.

## Zusammenhang mit der zeitabhängigen CP-Asymmetrie
Da die Energie der Resonanz nur knapp über der Ruheenergie der zwei B-Mesonen liegt, bekommen sie kaum kinetische Energie, sind also fast in Ruhe. Zur Beobachtung interessanter Effekte, wie zeitabhängiger CP-Asymmetrien, ist es aber häufig nötig, dass sich die B-Mesonen schnell bewegen. Einen sogenannten Lorentz-Boost bekommen sie, indem die beiden kollidierenden Strahlenergien asymmetrisch gewählt werden. Dadurch ist der Schwerpunkt des Systems nicht in Ruhe, die B-Mesonen bewegen sich also mit ihm in die gewünschte Richtung, wodurch die Messung von Zerfallszeiten durch Rekonstruktion des Zerfallsortes möglich wird. Dies ist von ausschlaggebender Bedeutung für die Messung zeitabhängiger CP-Asymmetrien im System der neutralen B-Mesonen bei Zerfällen in CP-Eigenzustände, da aufgrund ihrer Erzeugung durch {\displaystyle \Upsilon (4S)\rightarrow B^{0}{\bar {B}}^{0}} beide B-Mesonen in einem verschränkten Zustand vorliegen:
{\displaystyle \Psi _{B{\bar {B}}}=1/{\sqrt {2}}\cdot (B{\bar {B}}-{\bar {B}}B).}
Damit ist der Zeitnullpunkt gegeben durch den Zerfall eines B-Mesons in einen Nicht-CP-Eigenzustand. Da der Zerfall in einen CP-Eigenzustand aber vorher stattgefunden haben kann, werden im Experiment auch negative Zeitdifferenzen gemessen.
Durch derartige Präzisionsmessungen an B-Fabriken konnte gezeigt werden, dass die beobachtbare CP-Verletzung auf eine komplexe Phase der CKM-Matrix zurückgeführt werden kann. Aufgrund dieser Bestätigung ihrer Vorhersage wurde Makoto Kobayashi und Toshihide Maskawa der Nobelpreis für Physik des Jahres 2008 verliehen.

## Konkrete B-Fabriken
Beispiele für B-Fabriken sind der PEP-II-Beschleuniger am Stanford Linear Accelerator Center (SLAC) in Stanford (USA), der für das BaBar-Experiment eingesetzt wird, sowie der KEKB-Beschleuniger am KEK in Tsukuba (Japan), der für das Belle-Experiment arbeitet. Beide B-Fabriken haben den Betrieb eingestellt (PEP II in 2008, KEKB in 2010).
Im Bau befindlich ist in Japan die SuperB-Fabrik SuperKEKB am KEK, an der der Nachfolger des Belle-Experiments, Belle II, im April 2018 die Datennahme aufgenommen hat.